# Benediktionsloggia

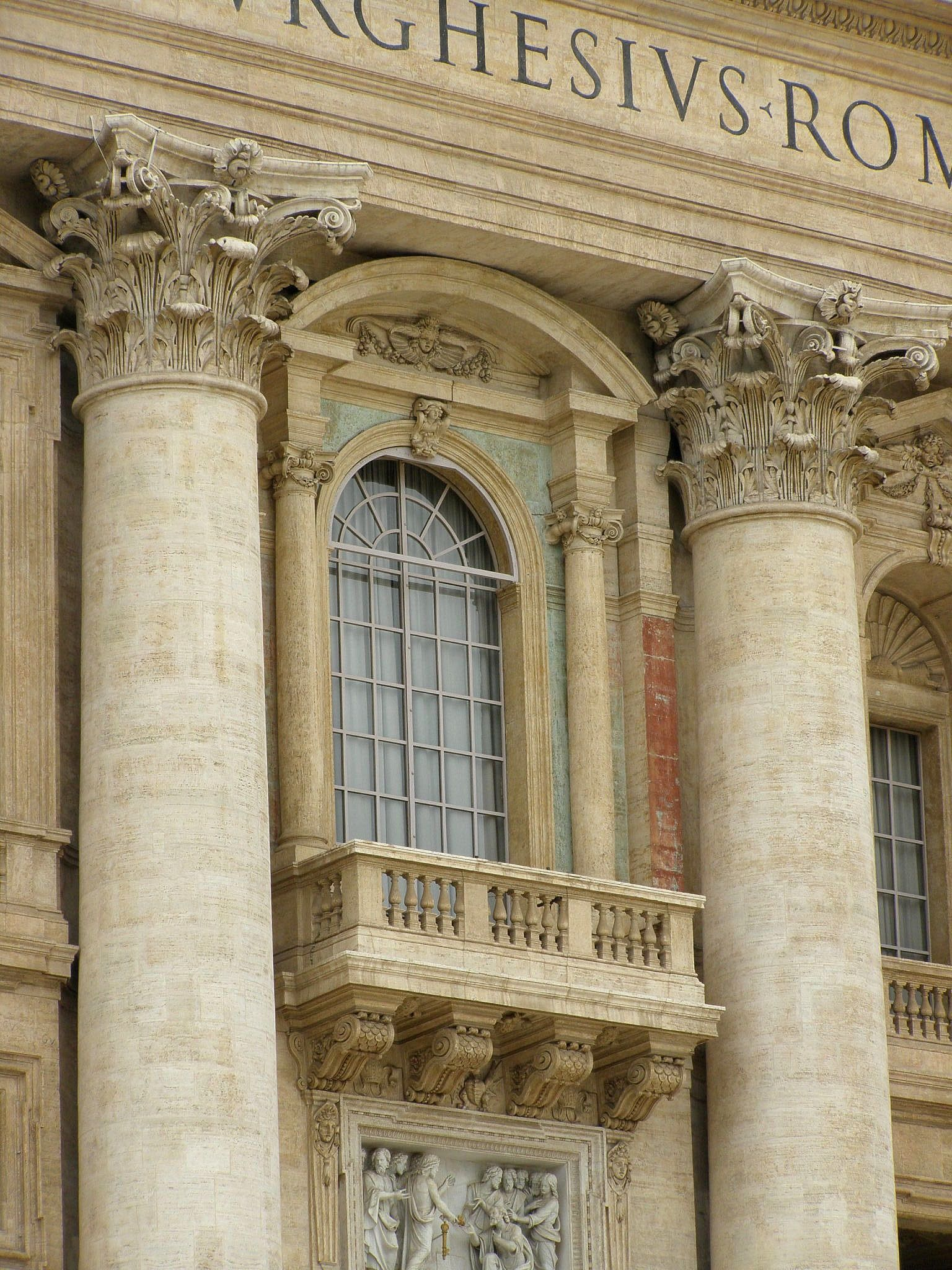
Benediktionsloggia von St. Peter in Rom

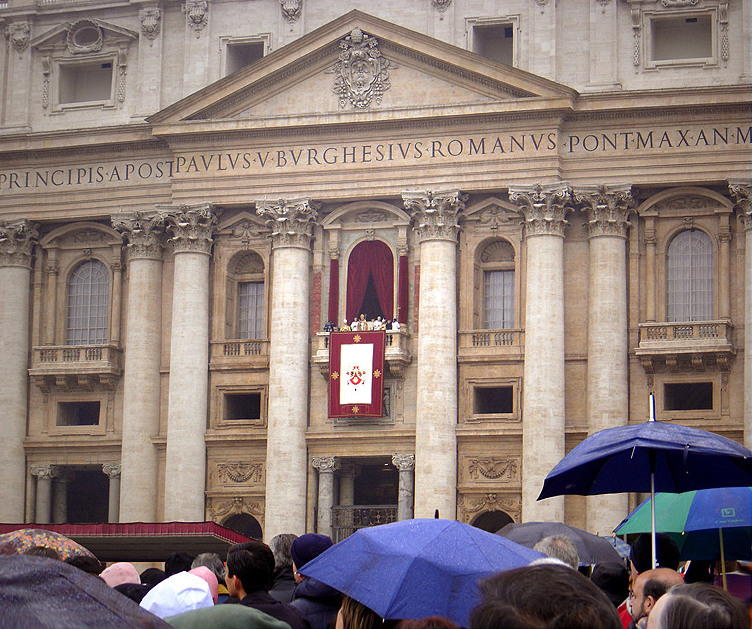
Segen „Urbi et orbi“ Weihnachten 2005 auf der Benediktionsloggia des Petersdoms

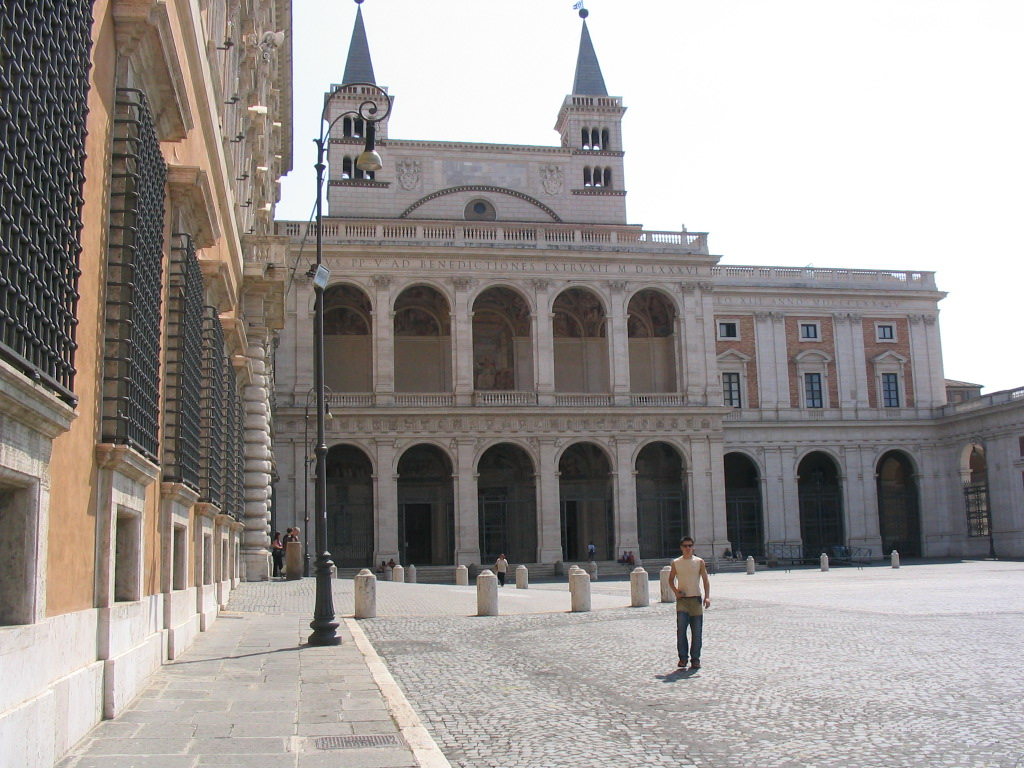
Lateran: Benediktionsloggia

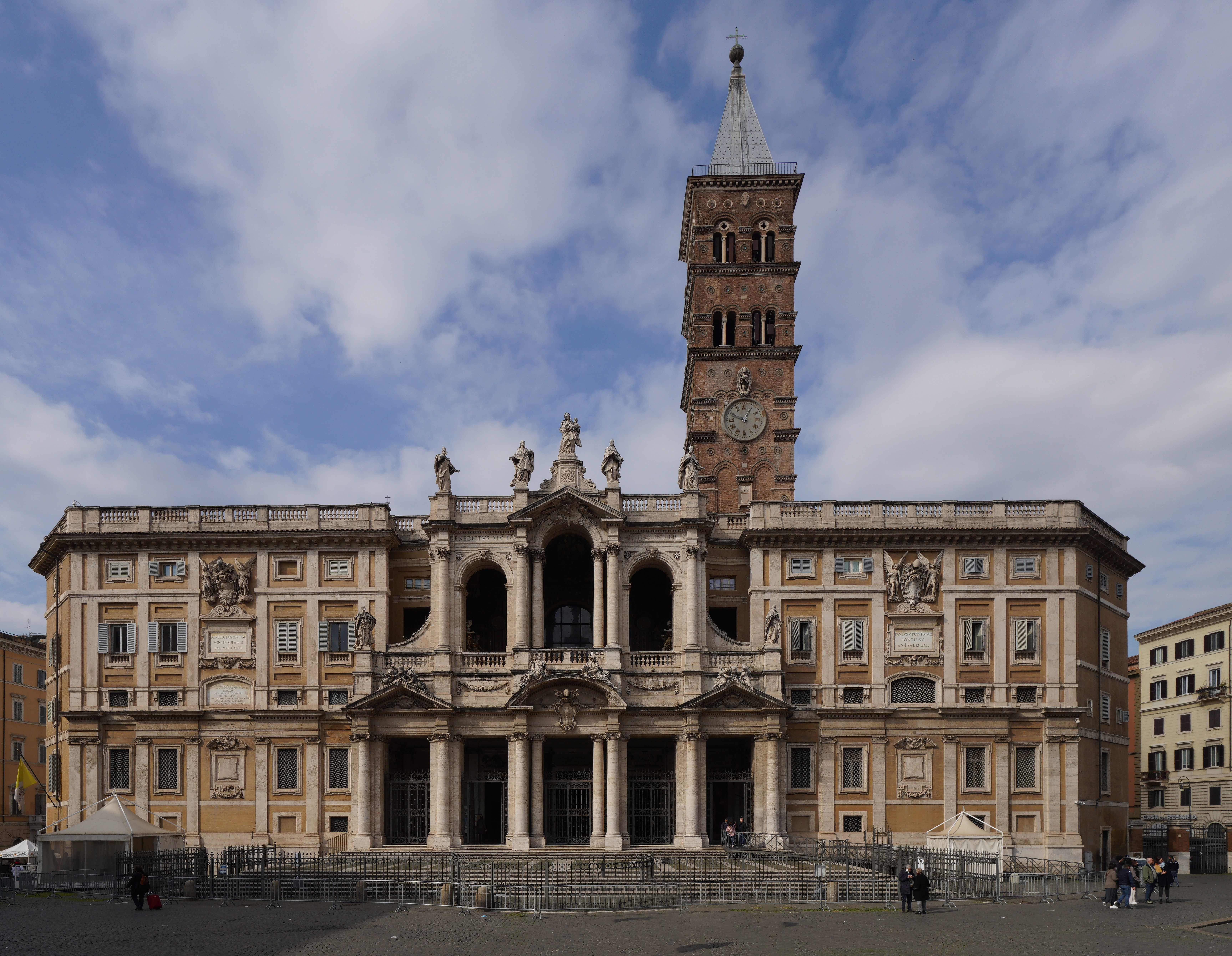
Benediktionsloggia Santa Maria Maggiore

Eine Benediktionsloggia ist eine für die Benediktion als Verkündbalkon eingerichtete Loggia, speziell die Mittelloggia in der zum Petersplatz gerichteten Hauptfassade des Petersdoms in Rom.

## Funktion, Geschichte
Von der Benediktionsloggia aus erteilt der Papst zu besonderen Anlässen den apostolischen Segen Urbi et orbi. Außerdem erfolgt nach einer Papstwahl von hier aus die Proklamation durch den Kardinalprotodiakon sowie der erste öffentliche Auftritt des neugewählten Papstes.
Man erreicht die Benediktionsloggia durch die dahinter liegende Benediktionsaula, die sich über die gesamte Breite der Fassade erstreckt. Zu diesem Saal gelangt man über die Scala Regia und die Sala Regia. Der Zugang von der Sixtinischen Kapelle als Ort der Papstwahl aus ist sehr einfach, da sich Loggia und Sixtina auf derselben Ebene des Gebäudekomplexes befinden. Für Besucher der Sixtinischen Kapelle als Schlusspunkt des Besuches der Vatikanischen Museen ist die Loggia nicht zugänglich.
Schon vor dem Bau des heutigen Petersdoms gab es bei der alten St. Peter-Basilika eine Benediktionsloggia, die um 1460 unter Papst Pius II. nach Plänen von Francesco del Borgo begonnen wurde. Es war eine hohe dreistöckige Front vor dem spätantiken Atrium, die Fragment blieb und durch eine Architekturvedute von Maarten van Heemskerck auch bildlich überliefert ist.
Eine Benediktionsloggia findet man in Rom nicht nur am Petersdom. Auch bei der Lateranbasilika oder in Santa Maria Maggiore ist die Fassade entsprechend mit einem solchen Verkündbalkon gestaltet.